# Liebe ohne Krankenschein
Liebe ohne Krankenschein (Originaltitel: Accidental Love) ist eine US-amerikanische Filmkomödie aus dem Jahr 2015. Sie basiert auf dem Roman Und wovon träumst du nachts? von Kristin Gore. Die Hauptrollen spielen Jessica Biel und Jake Gyllenhaal unter der Regie von David O. Russell (unter dem Pseudonym Stephen Greene).

## Handlung
In einer Kleinstadt in Indiana arbeitet Alice als Bedienung auf Rollschuhen. Ihr Freund Scott, ein State Trooper, führt sie eines Abends zu einem romantischen Essen aus, bei welchem er ihr einen Heiratsantrag macht. Kurz nach dem Antrag passiert einem Handwerker im Restaurant ein Missgeschick, er lässt seine Nagelpistole fallen, ein Nagel löst sich und trifft Alice in den Kopf. Sie wird in ein Krankenhaus eingeliefert, wo der Nagel sofort entfernt werden soll. Die Operation wird aber gestoppt, als festgestellt wird, dass Alice nicht krankenversichert ist und sich die teure Operation nicht leisten kann.
Das Vorhaben mittels einer Spendenaktion ausreichend Geld für Alice’ Operation zu sammeln, misslingt, zudem wird sie wegen ihres aufgrund des Nagels unkontrollierten Verhaltens von ihrem Job gefeuert. Ihre Tante Rita, welche eigentlich eine Veterinärin ist, versucht, daheim den Nagel aus Alice’ Kopf operativ zu entfernen. Der Versuch schlägt fehl und dabei wird bei Alice eine aggressive Episode ausgelöst, bei der sie mit Scott streitet und dieser daraufhin die Verlobung löst.
Drei Wochen später sieht Alice einen Fernsehspot des Kongressabgeordneten Howard Birdwell, welcher den Bürgern seine Hilfe anbietet. Zusammen mit ihren Freunden Norm und Keyshawn fährt Alice nach Washington, um Howard aufzusuchen. Nach einem Schlag auf den Kopf ändert sich Alice’ Verhalten, sie nimmt jetzt nymphomanische Züge an und hat wilden Sex mit Howard. Als sie ihm ihre Geschichte erzählt, verspricht er, sie bei einer Änderung des Gesundheitsgesetzes zu unterstützen, wenn sie ihm im Gegenzug bei einem Gesetz zur Errichtung einer Mondbasis hilft. Im Fernsehen erzählt Alice ihre Geschichte und wirbt gleichzeitig für die Mondbasis. Am nächsten Tag erkennt Alice, dass die von ihr angestrebte Gesetzesänderung im Gesundheitswesen keine Resonanz findet.
Als sich der Kongresssprecher Buck McCoy an einem Nusskeks verschluckt, versuchen Alice und Howard, diesen wiederzubeleben, doch der Versuch schlägt fehl. Auf der Trauerfeier wirft Alice Howard vor, dass er sie nur für seine Zwecke missbraucht habe. Sie ergreift vor allen Trauernden das Wort und hält eine Rede, bei der sie auf dramatische Weise auf ihre missliche Situation aufmerksam macht. Sie behauptet, dass der Verstorbene den Wunsch gehabt hätte, statt in die Mondbasis in das neue Gesundheitsgesetz zu investieren. Nach dieser Lüge versöhnen sich Alice und Howard zwar, er verschwindet jedoch.
Scott sucht Alice in Washington auf, um sie dazu zu bewegen, mit ihm nach Hause zurückzukehren. Er verspricht ihr, zusammen mit seinen State Trooper Kollegen Howard aufzuspüren, damit dieser ihr bei der Vorstellung des neuen Gesundheitsgesetzes vor dem Kongress hilft.
Howard kehrt nach Washington zurück und tritt vor dem Kongress als nun parteiunabhängiger Abgeordneter an, um den neuen Gesetzesentwurf einzubringen. Um ihn zu diskreditieren, wird er jedoch von der neuen Kongresssprecherin Hendrickson mit Vorwürfen der sexuellen Belästigung aus seiner Vergangenheit konfrontiert. Obwohl Alice für ihn einsteht und vor dem Kongress eine flammende Rede hält, scheitert das neue Gesundheitsgesetz bei der darauffolgenden Abstimmung. Alice erleidet einen Schwächeanfall und bricht zusammen.
Howard schließt sich wieder seiner früheren Partei und der Abgeordneten Hendrickson an. Alice fühlt sich betrogen und beschließt, Washington zu verlassen. Am nächsten Tag stellt sich heraus, dass Howard es doch geschafft hat, das neue Gesetz auf Umwegen durchzubringen. Im Fernsehen gesteht er Alice seine Liebe und sie versöhnen sich erneut.

## Hintergrund
Der Film basiert auf dem Roman Und wovon träumst du nachts? der Schriftstellerin Kristin Gore. Der ursprüngliche Filmtitel lautet im Original „Nailed“.
Die Dreharbeiten wurden ursprünglich bereits im Jahr 2008 gestartet, nach vor allem finanziellen Schwierigkeiten im Rahmen der Produktion zog sich der Regisseur David O. Russell 2010 aus dem Filmprojekt zurück. Zur Veröffentlichung des Filmes durch das Filmstudio kam es erst im Jahr 2015, die Vermarktung verläuft unter dem Regisseur-Pseudonym „Stephen Greene“. Russell selbst distanziert sich von diesem Film und zählt ihn nicht zu seinem offiziellen Werk. Für die Rolle des an einem Keks erstickenden Kongresssprechers Buck McCoy war ursprünglich James Caan vorgesehen, nach kreativen Differenzen mit Regisseur Russell wurde er durch James Brolin ersetzt.
Seit 28. Juli 2016 ist der Film in Deutschland als DVD erhältlich.

## Kritik
Thomas Groh auf Kino-zeit.de nennt den Film im Hinblick auf die Produktionsgeschichte rund um Regisseur Russell eine „Kuriosität“, der Film sei „grell übersteuert und satirisch drastisch überzogen“. Entgegen dem Mehrzahl der US-Kritiker findet Groh in seinem Fazit durchaus auch versöhnliche Töne: „[…] als anarchische Komödie ist der Film keineswegs ohne Reiz, sondern ganz im Gegenteil über weite Strecken auf ziemlich bösartige bis beknackte Weise sogar zum Schreien komisch […].“
Christoph Petersen von Filmstarts.de vermutet, „dass aus ‚Liebe ohne Krankenschein‘ ein besserer Film geworden wäre, wenn Regisseur David O. Russell ihn ohne Unterbrechungen hätte zu Ende führen dürfen.“